# VESA Display Power Management Signaling
VESA Display Power Management Signaling (сокращенно DPMS) — стандарт консорциума VESA, определяющий способ, используя который видеокарта может управлять энергопотреблением монитора, например, может отключить монитор, если компьютер не использовался определённое время.
Требования:
- монитор должен соответствовать стандартам SVGA и DPMS;
- видеокарта должна соответствовать стандарту DPMS.

## История
В 1993 году консорциум VESA представил стандарт DPMS версии 1.0. Стандарт разрабатывался во времена повсеместного распространения мониторов с электронно-лучевыми трубками (ЭЛТ, англ. CRT), был основан на более раннем стандарте — Energy Star, разработанном Агентством по охране окружающей среды США. 
Других версий стандарта не выпускалось; другие версии DPMS стали частью стандарта VESA BIOS Extensions.

## Описание
Стандарт DPMS определяет действия монитора в ответ на некоторые действия видеокарты. Видеокарта может включать и выключать сигналы горизонтальной (англ. horizontal sync, h-sync, hsync, hs) и вертикальной (англ. vertical sync) синхронизации, передаваемые через стандартный разъём VGA. В ответ на это монитор должен включать или выключать некоторые узлы, входящие в его состав. Различные комбинации сигналов определяют различные уровни энергопотребления монитора.
Стандарт DPMS определяет четыре режима работы монитора (в скобках указаны синонимы):
- «on» (включено, нормальный, «normal»);
- «standby» (ждущий, «stand-by», «hsync suspend mode»[2]);
- «suspend» (спящий, «vsync suspend mode»[2]);
- «off» («выкл.», выключено).

| Режим DPMS | Действия видеокарты   | Действия видеокарты   | Действия монитора  | Действия монитора       | Действия монитора         | Потребляемая мощность, Вт | Время перехода в режим «вкл.», с |
| Режим DPMS | Сигнал hsync включен? | Сигнал vsync включен? | «RGB gun» включен? | «Power supply» включен? | «Tube filaments» включен? | Потребляемая мощность, Вт | Время перехода в режим «вкл.», с |
| on         | Да                    | Да                    | Да                 | Да                      | Да                        | 100 %                     | (неприменимо)                    |
| standby    | Нет                   | Да                    | Нет                | Да                      | Да                        | Менее 80 %                | ~1                               |
| suspend    | Да                    | Нет                   | Нет                | Нет                     | Да                        | Менее 30                  | ~5                               |
| off        | Нет                   | Нет                   | Нет                | Нет                     | Нет                       | Менее 8                   | ~20                              |

В режиме «выкл.» («off») могут выключаться все устройства, кроме устройств, необходимых для получения сигнала от видеокарты о переходе в режим «вкл.» («on»).